# IT'S
「IT'S」（イッツ）は、2006年5月24日にリリースされたキンヤの3枚目のシングル（BAD LUCK、コタニキンヤ名義でリリースされた作品を含めると通算10枚目）。発売元はR&C。

## 概要
タイトル曲「IT'S」はテレビアニメ『ツバサ・クロニクル』第2シリーズオープニングテーマに起用された。前作「aerial」、前々作「BLAZE」に続き3作連続で『ツバサ・クロニクル』シリーズとのタイアップとなった。
また、カップリング曲「スキッドマーク」は読売テレビ・日本テレビ系「浜ちゃんと!」エンディングテーマに起用された。

## 収録曲
1. IT'S [4:47]
作詞：野口圭　作曲：酒井ミキオ　編曲：秋山誠司
2. スキッドマーク [3:17]
作詞：野口圭　作曲：清水哲平　編曲：秋山誠司
3. IT'S （Instrumental）